# Elizabeth Gracen
Elizabeth Grace Ward (Ozark, Arkansas, 3 de abril de 1961), conocida como Elizabeth Gracen, es una actriz y modelo estadounidense que ganó el título de Miss América en 1982.
Su trabajo actoral destaca por participar en Tres en la carretera con Charlie Sheen, en Señalado por la muerte junto a Steven Seagal o en Pass the Ammo con Bill Paxton. Pero su presencia mediática se debe también al supuesto affaire amoroso que mantuvo con el futuro presidente Bill Clinton.

## Filmografía
- Coherence  (2013) - Beth
- Interceptor Force 2  (2002) (TV) – Adriana Sikes
- Reina de Espadas (2000) TV episode "Counterfeit Queen"
- Highlander: The Raven  (1998) Serie de televisión – Amanda (1998–1999)
- Kounterfeit  (1996) – Bridgette
- Extreme (1995) Serie de televisión – Callie Manners (1995)
- The Expert  (1995) – Liz Pierce
- Highlander (serie de televisión)  (1992) Serie de televisión – Amanda (1993–1998)
- Discretion Assured  (1993) – Miranda
- Final Mission  (1993) (V) – Caitlin Cole
- The Sands of Time  (1992) (TV)
- Lower Level  (1992) (V) – Hillary
- Sundown: The Vampire in Retreat  (1991) – Alice
- 83 Hours 'Til Dawn  (1990) (TV) – Maria Ranfield
- Marked for Death  (1990) – Melissa
- The Death of the Incredible Hulk  (1990) (TV) – Jasmin
- Lisa  (1989) – Mary
- The Strange Case of Dr. Jekyll and Mr. Hyde  (1989) (TV)
- Pass the Ammo  (1988) – Christie Lynn
- Three for the Road (1987) – Nadine